# Henk Mochel
Hendricus Elbertus (Henk) Mochel (Deventer, 14 november 1932 – Hilversum, 23 februari 2016) was een Nederlands programmamaker en presentator.
Hij is vooral bekend van het NCRV-televisieprogramma Rondom Tien (1982-1992). Voor zijn documentaire De milde dood over euthanasie kreeg Mochel in 1973 de Zilveren Nipkowschijf en hij won in 1979 de Prix Futura voor zijn gedramatiseerde documentaire Een kind van vijf miljoen over de gezondheidszorg. Hij werd in 1992 Ridder in de Orde van Oranje-Nassau.
Mochel begon na zijn pensionering een eigen bedrijf: Gerumodo BV. Hij gaf mediatraining, presenteerde congressen en maakte films voor verschillende gezondheidsorganisaties.
Mochel was getrouwd met oud-journaalpresentatrice Elleke van Doorn, met wie hij twee kinderen had.
Hij overleed op 83-jarige leeftijd ten gevolge van een hersenbloeding.